# Lucius D. Clay

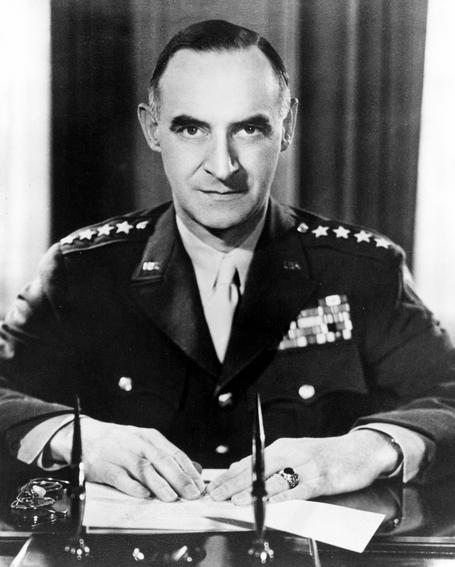
Lucius D. Clay

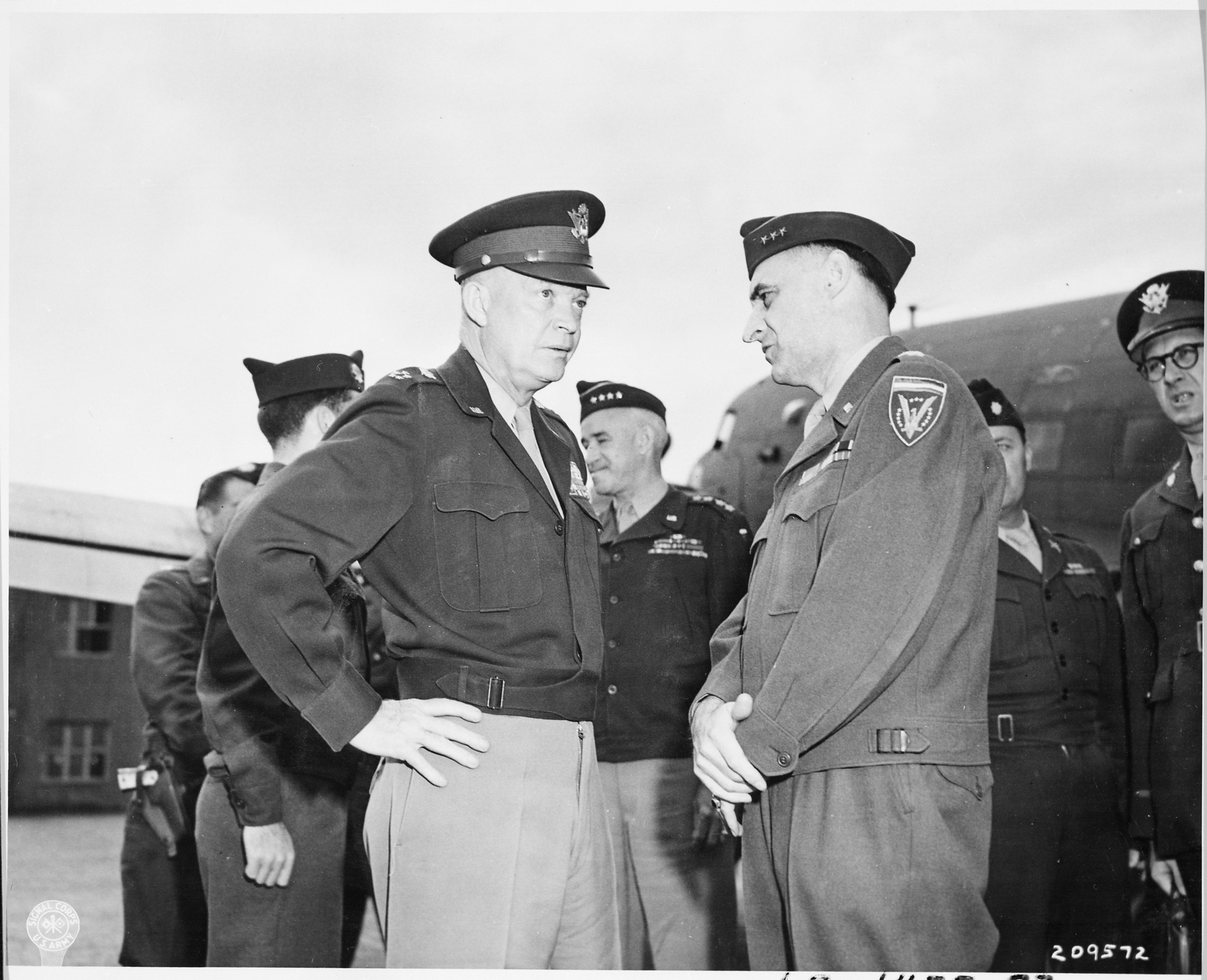
Lt. General Lucius D. Clay (rechts)
mit General Dwight D. Eisenhower auf dem britischen Flugplatz Gatow in Berlin.

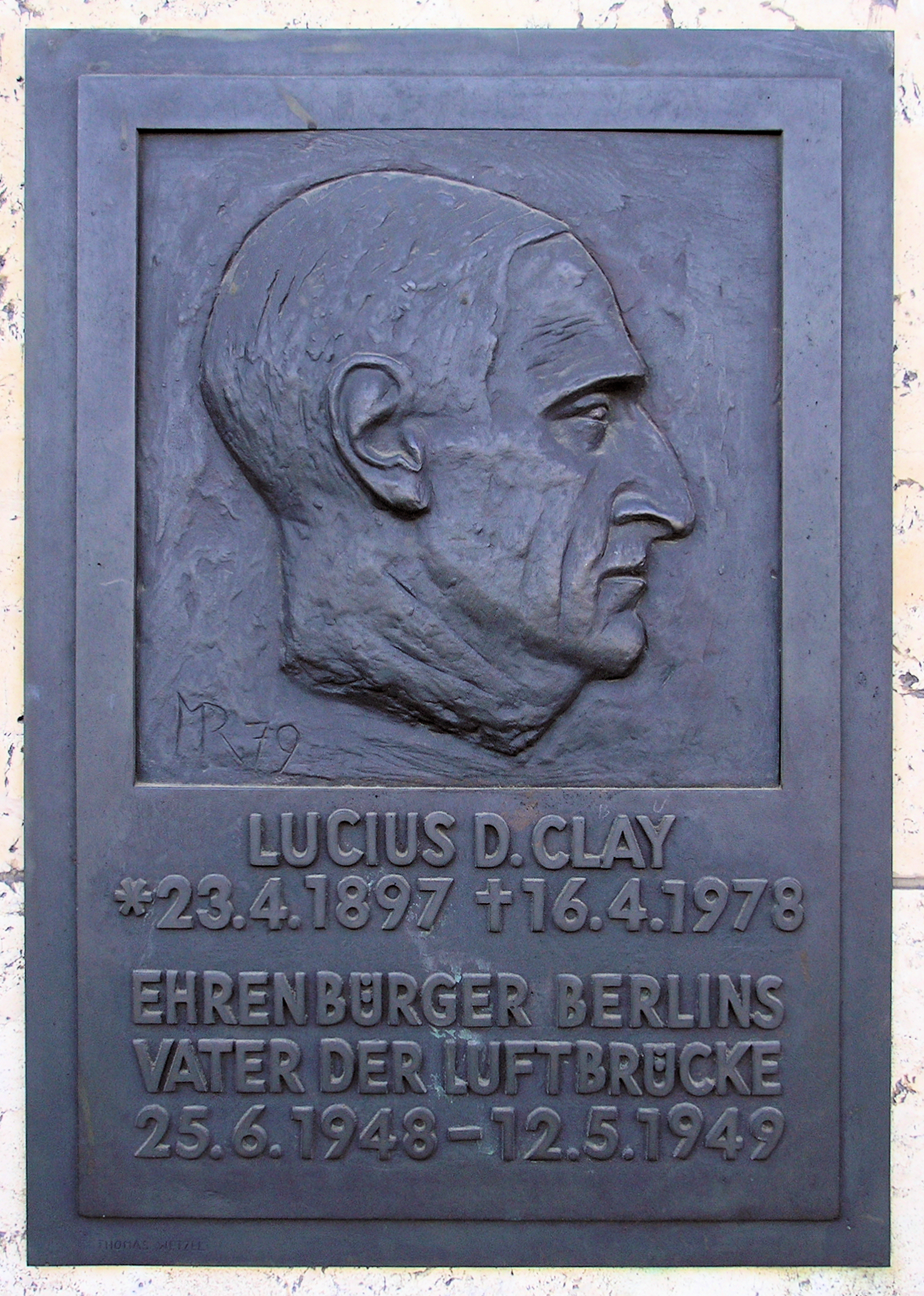
Gedenktafel (mit falschem Geburtsdatum) am Haus Platz der Luftbrücke 5, in Berlin-Tempelhof

Lucius Dubignon Clay (* 23. April 1898 in Marietta, Georgia; † 16. April 1978 in Chatham, Massachusetts) war General der US Army und von 1947 bis 1949 Militärgouverneur der amerikanischen Besatzungszone in Deutschland.

## Leben
Clay wurde als Sohn des Senators des Bundesstaates Georgia, Alexander Stephens Clay, geboren und trat nach dem Abschluss der Militärakademie in West Point im Jahr 1918 ins Pionier-Korps ein. Als stellvertretender Chef des Stabes von General Dwight D. Eisenhower setzte Clay im Zweiten Weltkrieg nach der Invasion 1944 den Hafen von Cherbourg wieder instand und wurde anschließend zum Stellvertretenden Leiter des Amtes für Kriegsplanung und Mobilisation ernannt.
Anfang Mai 1945, kurz vor der deutschen Kapitulation, wurde Clay Stellvertreter General Eisenhowers, danach stellvertretender Militärgouverneur und stellvertretender Oberbefehlshaber der US-amerikanischen Besatzungszone und des amerikanischen Sektors von Berlin. Als Nachfolger Eisenhowers war Joseph T. McNarney ab Oktober bzw. November 1945 sein Vorgesetzter. Clay gehörte maßgeblich zu denjenigen, die schon 1945 von einer strengen Besatzungspolitik gemäß der Direktive JCS 1067 abrieten, die noch vom Morgenthau-Plan beeinflusst war und den Schwerpunkt auf Bestrafung und Einschränkung der Industrie setzte. Stattdessen leitete er unter Ausschöpfung seines Gestaltungsspielraums eine großzügigere Politik ein und begünstigte durch mehrere Eingaben und von ihm beauftragte Studien, beispielsweise A Report on Germany, die Entwicklung der Direktive JCS 1779, deren kooperative, liberale und marktwirtschaftlich orientierte Politik er aus Überzeugung umsetzte.
Am 15. März 1947 wurde Clay als Nachfolger McNarneys selbst Militärgouverneur der amerikanischen Besatzungszone und Befehlshaber der United States Army Europe and Africa (USAREUR-AF). Auch in dieser Funktion förderte er eine exportorientierte Industriepolitik und die Bildung der Bizone, beschleunigte die Demokratisierung in seinem Zuständigkeitsbereich und war Initiator und Hauptverantwortlicher für die Einrichtung der Berliner Luftbrücke 1948/49. Clay unterstützte 1948 maßgeblich die Gründung der Freien Universität Berlin u. a. durch die diskrete Bereitstellung eines Startkapitals von zwei Millionen DM.
Während der Luftbrücke hatte Clay in Auseinandersetzungen mit vorgesetzten Dienststellen schon mehrfach um seine Versetzung gebeten. Drei Tage nach Ende der Berlin-Blockade, am 15. Mai 1949, reichte er tatsächlich seinen Rücktritt als Militärgouverneur ein und schied am 1. Juni 1949 aus dem aktiven Dienst aus. Zurückgekehrt in die USA wurde er in New York mit einer Konfettiparade geehrt. 1950 wurde er beauftragt, die Berliner Freiheitsglocke in einer Art Triumphzug durch die USA und Westdeutschland zu begleiten; am 21. Oktober 1950 übergab er sie den Berlinern.
Anschließend war er als CEO diverser Unternehmen in der Wirtschaft tätig, bis Präsident John F. Kennedy ihn während der Berlin-Krise 1961 als persönlichen Vertreter nach Berlin entsandte.
Clay starb im April 1978 und wurde auf dem Friedhof der Militärakademie in West Point beerdigt. Seine Ehefrau Marjorie McKeown Clay (1897–1992) wurde ebenfalls dort beerdigt. Seine Söhne Lucius D. Clay Jr. (1919–1994) und Frank Butner Clay (1921–2006) schlugen ebenfalls militärische Laufbahnen ein. Sie wurden auf dem Nationalfriedhof Arlington beerdigt.

## Ehrungen

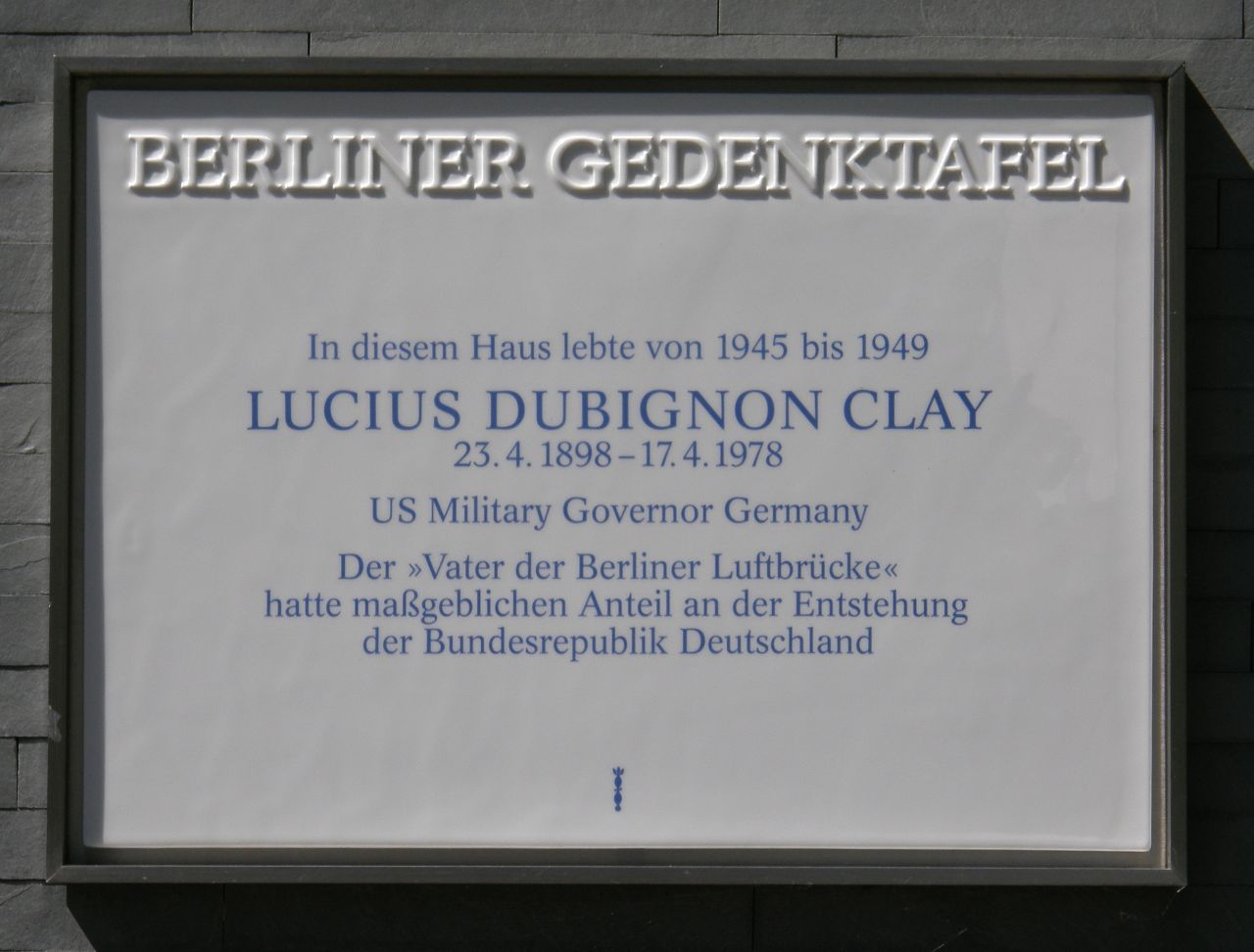
Gedenktafel an Clays ehemaligen Wohnsitz 1945–1949 in Berlin-Dahlem

- Die ehemalige Kronprinzenallee in Berlin trägt seit dem 1. Juni 1949 den Namen Clayallee.

- 1953: Verleihung der Ehrendoktorwürde durch die Freie Universität Berlin.

- 1958: Wahl in die American Academy of Arts and Sciences.

- 1962: Ernennung  zum Ehrenbürger Berlins.

- 1965: Verleihung des Großkreuzes des Bundesverdienstkreuzes.

- 1973 wurde Lucius D. Clay mit dem Konrad-Adenauer-Preis der Deutschland-Stiftung ausgezeichnet. Das Preisgeld von 32.000 DM spendete Clay dem Verband der Deutsch-Amerikanischen Clubs. Dieser schuf damit die „Lucius D. Clay Medaille“, die seit 1980 jährlich im Rahmen der Feierlichkeiten zum Deutsch-Amerikanischen Tag an Personen verliehen wird, die sich um die deutsch-amerikanischen Beziehungen verdient gemacht haben.[4]

- 1974 wurde in Berlin-Rudow die „Clay-Schule“ gegründet; diese ist eine musikbetonte integrierte Sekundarschule mit gymnasialer Oberstufe.

- Am 17. Oktober 1978 wurde in der Garlstedter Heide im niedersächsischen Landkreis Osterholz die „Lucius-D.-Clay-Kaserne“ eröffnet; diese diente ab 1978 zunächst als Standort für verschiedene Einheiten der 2nd Armored Division der US Army. Nachdem diese Division nach ihrer Teilnahme an der Operation Desert Storm 1991 jedoch dauerhaft in die USA rückverlegt worden war, wurde die Kaserne am 1. Oktober 1993 von der Bundeswehr übernommen und beherbergte die Nachschubschule des Heeres, die 2006 in Logistikschule der Bundeswehr umbenannt wurde.

- Am 12. Mai 1979 wurde das Hauptquartier der Berlin Brigade der US Army in Berlin-Dahlem in „Lucius D. Clay Headquarters“ umbenannt; an der Zeremonie zur Umbenennung nahmen unter anderem auch Clays Witwe Marjorie McKeown Clay sowie sein Sohn Frank Butner Clay als Ehrengäste teil.

- Am 23. April 2006 wurde am ehemaligen Wohnsitz Clays in Berlin-Dahlem von William R. Timken jr., dem damaligen US-Botschafter in Deutschland, eine Gedenktafel zu Ehren Clays enthüllt (siehe Bild). Clays Sohn Frank B. Clay nahm auch hier als Ehrengast an der Zeremonie teil.[5]
- 2012 wurde der von den US-Streitkräften betriebene Flugplatz Wiesbaden-Erbenheim nach Clay benannt und trägt seitdem den Namen „Lucius D. Clay Kaserne“. Historische Bedeutung erlangte dieser Militärflugplatz unter anderem in den Jahren 1948/1949 als einer der Ausgangspunkte für die Flüge der Berliner Luftbrücke; seit 2013 ist er unter anderem auch Standort des Hauptquartiers des US Army-Großverbandes United States Army Europe and Africa (USAREUR-AF), das bis dahin in den Campbell Barracks in Heidelberg disloziert gewesen war.